# هرمان گراسمان
 هرمان گراسمان (آلمانی: Graßmann؛ زاده ۱۵ آوریل ۱۸۰۹ درگذشته ۲۶ سپتامبر ۱۸۷۷) ریاضی‌دان ِ آلمانی بوده است.